# Lihoury
Der Lihoury ist ein Fluss in Frankreich, der im Département Pyrénées-Atlantiques in der Region Nouvelle-Aquitaine verläuft. Er entspringt unter dem Namen Errekahandia im Gemeindegebiet von Iholdy, entwässert mit vielen Richtungsänderungen generell nach Nordwest, ändert dabei mehrfach seinen Namen (Béhobiko Erreka bzw. Laharanne) und mündet als Lihoury nach rund 46 Kilometern im Gemeindegebiet von Bidache als linker Nebenfluss in die Bidouze.

## Orte am Fluss
(Reihenfolge in Fließrichtung)
- Armendarits
- Méharin
- Quartier de Laharanne, Gemeinde Orègue
- Bidache